# Acacia subtilis
Acacia subtilis är en ärtväxtart som beskrevs av Johann Centurius von Hoffmannsegg. Acacia subtilis ingår i släktet akacior, och familjen ärtväxter. Inga underarter finns listade i Catalogue of Life.